# پیکان کارلوکس
پیکان کارلوکس مدلی از پیکان بود که ما بین سالهای ۱۳۵۹ تا ۱۳۶۴ تولید می‌شد. این ماشین دارای دو موتور با حجم موتور ۱۷۲۵ (در مدل‌های ۱۳۵۹ تا ۱۳۶۱) و ۱۶۰۰ (در مدل‌های ۱۳۶۲ تا ۱۳۶۴) بود که قطعات موتوری و ظاهری آن را قطعاتی تشکیل می‌دادند که از پیکان‌های قدیمی در انبار ایران خودرو باقی مانده بود و این شرکت هم به دلیل کم شدن تنوع مدل‌های پیکان به دو نوع سدان و وانت دست به تولید این خودرو زد. این خودرو از داشبورد دوقلو، چراغ‌های مربعی، جلوپنجره دوقلو و سپر مکعبی بهره می‌برد.